# Nokeo Koumane
Nokeo Koumane (sinh 1571 tại Viêng Chăn, mất 1596 tại Viêng Chăn), danh xưng hoàng gia là Samdach Brhat Vora Ratana Dharmapasuta Sethakassa Atsanachandra Suvarna Samudhi Khakharattanasara Raja Bupati, là vua thứ 18 của Vương quốc Lan Xang. Ông trị vì hai thời kỳ, lần đầu 1571 - 1572 và lần thứ hai từ năm 1590 đến khi mất 1596.
Vua Nokeo Koumane là con vua Xaysethathirath (hay Sai Setthathirat I) với một công chúa từ Vương quốc Ayutthaya. Ông đã kế vị vua cha mất năm 1571 lúc mới sinh.
Một viên tướng và là người tin cẩn của vua cha được bổ nhiệm làm nhiếp chính. Tuy nhiên năm 1572 Nhiếp chính phế truất vua Koumane và lên ngôi, là vua Sen Soulintha. Năm 1575 cả Sen Soulintha và ông bị người Miến bắt, đưa đến Miến Điện. Lan Xang rơi vào vòng nhiều năm đầy biến động. Năm 1591 ông đến tuổi trưởng thành, ông được người dân Lan Xang yêu cầu và người Miến Điện đưa trở về Viêng Chăn đăng quang.
Năm 1593 ông tuyên bố Lan Xang độc lập, bắt đầu một cuộc chiến mới với Miến Điện. Điều này dẫn đến cái chết năm 1596. Ông không có con trai. Kế vị là người anh em họ, vua Voravongsa II.